# Laura Cayouette
Laura Cayouette (Laurel, 11 luglio 1964) è un'attrice, scrittrice e produttrice cinematografica statunitense.

## Biografia
Laura Cayouette, nata a Laurel e cresciuta nel Maryland, ha conseguito il Bachelor of Arts (B.A.) in letteratura inglese presso l'Università del Maryland, College Park e l'anno successivo il Master of Arts (M.A.) in scrittura creativa e letteratura inglese presso l'University of South Alabama.
Dopo vari lavori si è trasferita a New York dove ha frequentato l'Accademia americana di arti drammatiche, quindi a Los Angeles nel 1992, dove ha studiato con Milton Katselas presso la Beverly Hills Playhouse e con Ivana Chubbuck presso la sua scuola.
Ha iniziato l'attività di attrice nel 1996 con una piccola parte nel film Conflitti del cuore, protagoniste Shirley MacLaine e Juliette Lewis. Nello stesso anno ha lavorato con David Duchovny e Garry Shandling in un episodio di The Larry Sanders Show, e nel 1997 nell'episodio Il numero verde nella terza stagione di Friends.
Cayouette ha lavorato quattro volte con Quentin Tarantino: come regista di Kill Bill: Volume 2 (2004) e di Django Unchained (2012), nella parte di Lara Lee, sorella del villain Leonardo Di Caprio; come produttore di Daltry Calhoun (2005) e di Hell Ride (2008), film su una banda di motociclisti con  Dennis Hopper, Michael Madsen e David Carradine.
Cayouette ha diretto Joanna Cassidy e Danica McKellar nel cortometraggio Intermission (2004); poi Richard Dreyfuss e Mircea Monroe nel cortometraggio Lone Star Trixie (2011).
Ha ricoperto la parte della madre di uno dei protagonisti ne L'estate addosso di Gabriele Muccino (2016) e un ruolo ricorrente nella serie TV Queen Sugar.

### Scrittrice
Ha pubblicato sette libri: Lemonade Farm, ambiantato in una comune nel Maryland del 1976; cinque titoli della serie Charlotte Reade Mystery, nei quali la protagonista Charlotte Reade, investigatrice privata, vive a New Orleans, come l'autrice.
Nel 2012 ha pubblicato Know Small Parts: An Actor's Guide to Turning Minutes into Moments and Moments into a Career, una guida riveduta e aggiornata nel 2020, frutto di 20 anni di esperienza in qualità di attrice, produttrice, sceneggiatrice e regista nel mondo del cinema e della TV.

### Altre attività
Nel 2009 si è trasferita a New Orleans: un ritorno alle origini dato che i suoi genitori sono nati in Louisiana, come i loro avi sin dal XVIII secolo.
Ha così avuto modo di partecipare alla vita culturale della città: i festeggiamenti per la vittoria dei New Orleans Saints al Super Bowl XLIV del 2009, l'annuale Jazz Fest, l'annuale Southern Decadence in occasione del Labor Day, le grandi parate del Carnevale di New Orleans (Mardi Gras).

## Vita privata
Il 24 maggio 2014 ha sposato Andy Gallagher nel Louis Armstrong Park di New Orleans.

## Filmografia

### Cinema
- Conflitti del cuore (The Evening Star), regia di Robert Harling (1996)
- Lovelife, regia di Jon Harmon Feldman (1997)
- Cercasi tribù disperatamente (Krippendorf's Tribe), regia di Todd Holland (1998)
- Nemico pubblico (Enemy of the State), regia di Tony Scott (1998)
- Gioco d'amore (For Love of the Game), regia di Sam Raimi (1999)
- Kill Bill: Volume 2, regia di Quentin Tarantino (2004)
- Daltry Calhoun, regia di Scott Thomas (2005)
- Flight of the Living Dead: Outbreak on a Plane, regia di Scott Thomas (2007)
- Hell Ride, regia di Larry Bishop (2008)
- Lanterna Verde (Green Lantern), regia di Martin Campbell (2011)
- Django Unchained, regia di Quentin Tarantino (2012)
- Now You See Me - I maghi del crimine (Now You See Me), regia di Louis Leterrier (2013)
- American Heist, regia di Sarik Andreasyan (2014)
- The Loft, regia di Erik Van Looy (2014)
- Dark Places - Nei luoghi oscuri (Dark Places), regia di Gilles Paquet-Brenner (2015)
- Contagious - Epidemia mortale (Maggie), regia di Henry Hobson (2015)
- L'estate addosso, regia di Gabriele Muccino (2016)
- The Domestics, regia di Mike P. Nelson (2018)

### Televisione
- The Larry Sanders Show – serie TV, episodio 5x01 (1996)
- Le nuove avventure di Flipper (Flipper) – serie TV, episodio 2x08 (1996)
- Friends – serie TV, episodio 3x22 (1997)
- Fantasy Island – serie TV, episodio 1x12 (1999)
- Un detective in corsia (Diagnosis: Murder) – serie TV, episodio 6x15 (1999)
- Nash Bridges – serie TV, episodio 4x21 (1999)
- Più forte ragazzi (Martial Law) – serie TV, 2x08 (1999)
- Jarod il camaleonte (The Pretender) – serie TV, episodio 4x12 (2000)
- JAG - Avvocati in divisa (JAG) – serie TV, episodio 5x24 (2000)
- Pulse 2: Afterlife (V) (2008)
- Pulse 3: Invasion (V) (2008)
- Never Back Down - Combattimento letale (Never Back Down 2: The Beatdown), regia di Michael Jai White (2011)
- Treme – serie TV, episodi 3x01-4x04 (2012-2013)
- True Detective – serie TV, episodio 1x04 (2014)
- House of Cards - Gli intrighi del potere (House of Cards) – serie TV, episodio Capitolo 57 (2017)
- Queen Sugar – serie TV, 6 episodi (2017-2022)
- Il lato oscuro della mia matrigna (Bad Stepmother), regia di Jeffery Scott Lando – film TV (2018)
- The Premise - Questioni morali (The Premise) – serie TV, episodio 1x05 (2021)

## Doppiatrici italiane
Nelle versioni in italiano delle opere in cui ha recitato, Laura Cayouette è stata doppiata da:
- Alessandra Korompay in Nemico pubblico, The Premise - Questioni morali
- Chiara Colizzi in Django Unchained
- Barbara Salvucci in Dark Places - Nei luoghi oscuri

## Opere
- (EN) Laura Cayouette, Lemonade Farm, CreateSpace Independent Publishing Platform, 2014, ISBN 978-1503264144
- (EN) Laura Cayouette, The Secret of the Other Mother: A Charlotte Reade Mystery, CreateSpace Independent Publishing Platform, 2016, ISBN 978-1522992608
- (EN) Laura Cayouette, The Hidden Huntsman: A Charlotte Reade Mystery, CreateSpace Independent Publishing Platform, 2017, ISBN 978-1545162538
- (EN) Laura Cayouette, The Missing Ingredient: A Charlotte Reade Mystery, CreateSpace Independent Publishing Platform, 2017, ISBN 978-1978355590
- (EN) Laura Cayouette, The Haunted Heirloom: A Charlotte Reade Mystery, CreateSpace Independent Publishing Platform, 2018, ISBN 978-1717227515
- (EN) Laura Cayouette, The Family Secret: A Charlotte Reade Mystery, 2019, ISBN 978-1701004788
- (EN) Laura Cayouette, Know Small Parts: An Actor's Guide to Turning Minutes into Moments and Moments into a Career, prefazione di Richard Dreyfuss, 2ª ed., LA to NOLA Press, 2020, ISBN 979-8687410922